# 底马撒王国
底马撒王国（Dimasa Kingdom），也称卡恰尔王国（Kachari Kingdom）、希迪姆巴王国（Hidimbā kingdom），是印度东北部阿萨姆邦历史上的一个王国，统治者是底马撒人:61，在阿洪姆王国的编年史《菩愣记》中，也称“提马撒”（Timisa）。底马撒王国和卡马塔、朱提雅等国一起从迦摩缕波王国中脱离出来，由当地的民族酋长建立起自己的国家，成为阿萨姆中世纪时期具有的代表性国家。最终，英国殖民政府在1832年占领了底马撒的平原地区:69，1834年又占领了剩下的山区:91，成为英属阿萨姆省下的卡恰尔县（Cachar district），后来又拆分成三个县：底马哈撒县（原名北卡恰尔山县）、卡恰尔县和海拉坎迪县。
明朝时期，中国与底马撒王国曾有政治往来。1405年（永乐三年），明成祖朱棣遣给事中周让赐底马撒土官文绮彩帛。1406年（永乐四年），设置底马撒宣慰司，以腊罔帕为宣慰使。1408年（永乐六年），腊罔帕进贡马匹及特产，谢授职恩。20世纪初，英印当局曾发现永乐年间颁给底马撒的信符，侧边有“底马撒宣慰司”字样。
不过，关于底马撒宣慰司的位置也并非没有争议。大约在1912年前后,英国学者古尔登(P. R. Gurdon)在印度阿萨姆邦焦尔哈德县(Jorhat)一位阿洪傣人王室后裔家中发现了“底马撒宣慰司”信符。该信符为金属材质,正面有“信符”二字，左上有“永乐五年月日造”等小字。背面篆书“皇帝圣旨”“合当差发”“不信者?儑”三列由上而下，由左而右,呈品字型排列。在信符的右侧下端有“底马撒宣慰司”小字。又侧面中上部有“文”“行”“忠”“信”四字的半部。古尔登发现信符后，邀请了当时著名的缅甸华人学者杜成诰(Taw Sein Ko)对信符进行鉴定。时人认为底马撒位于泰国北部的清迈，故而杜成诰推测此物或为缅甸征服清迈时获得，随后在缅甸征服阿洪王国过程中流入阿萨姆。1913年,在古尔登发表相关文章后不久，英国学者杰里尼提出了不同的见解。他认为底马撒(Timasa)实际上是阿萨姆地区迦车厘人(Kachari)建立的“底马撒王国”(Dimasa)。吕斯、陈孺性等人也认为“底马撒”即生活在阿萨姆地区的迦车厘人。
“下缅甸说”源于明末清初的地理志书，如《明史》等文献皆称“(大古剌)亦曰摆古”,“(底马撒)在大古剌东南”。方国瑜受其影响，推测大古剌、底马撒、底兀剌位于下缅甸地区。认为古剌、摆古是一地，即下缅甸之白古；底马撒“疑即马达班为地那悉林地区也”；又以“东胡即洞吾,亦作东牛、东吁，而底兀剌即其译音异字”。中国国内学界大多采信其说，谭其骧主编的《中国历史地图集》第7册《明时期全图(一)》中，便将大古剌、底马撒、底兀剌三司标注于下缅甸勃固附近，之后周振鹤主编，郭红、靳润成所著《中国行政区划通史·明代卷》也持相同观点。